# Ганс Моравек
Ганс Моравек (англ. Hans Moravec; нар. 30 листопада 1948, Каутцен, Австрія) — ад'юнкт-викладач в інституті робототехніки в університеті Карнегі-Меллон. Відомий завдяки своїм роботам по робототехніці, штучному інтелекту і працям про вплив технологій. Моравек також знаний як футуролог завдяки численним публікаціям та прогнозам, сфокусованим на трансгуманізмі. Моравеком розроблені методи комп'ютерного зору для визначення області інтересу (ROI) в сцені.

## Освіта
Моравек вступив до Лайола Коледжу, а через 2 роки він перевівся до Університету Акадія, де він здобув ступінь бакалавра в області математики в 1969 році. Ступінь магістра в 1971 році він здобув в Університеті Західного Онтаріо. Потім він здобув докторський ступінь в Стенфордському університеті в 1980 році. Моравек був співзасновником корпорації SeeGrid в місті Піттсбург, штат Пенсільванія в 2003 році, яка займається робототехнікою. Однією з головних цілей компанії є створення автономного робота, котрий може існувати без втручання людини.

## Публікації
Найбільш цитованою роботою Ганса Моравека стала Sensor Fusion in Certainty Grids for Mobile Robots, опублікована в AI Magazine.
У 1988 році вийшла його книга Mind Children, у якій Моравек описує свій погляд на Закон Мура та розвиток штучного інтелекту. Зокрема, він пише, що роботи еволюціонують в окремі штучні види, починаючи з 2030—2040 років.
Сер Артур Кларк писав про книгу Robot: Mere Machine to Transcendent Mind: «Робот є найдивнішою роботою контрольованої уяви, з якою ви коли-небудь стикалися: Ганс Моравек розтягує мій розум, поки він не потрапив до зупинки». Девід Брін також високо оцінив книгу: «Моравек поєднує жорстку наукову практичність з далекоглядного погляду.»
З іншого боку, книгу менш прихильно розглянув Колін Макгінн для New York Times. Макгінн пише: «Моравек… пише дивні, збентежені, незрозумілі речі про свідомість як абстракцію „інтерпретації“ мозкової діяльності. Він також втрачає хватку на розбіжність між віртуальною та реальною реальністю, як його домисли по спіралі в непослідовності».